# Gare de Marles-en-Brie
Ne doit pas être confondu avec Gare de Marle-sur-Serre ou Gare de Vis-à-Marles.
La gare de Marles-en-Brie est une gare ferroviaire française de la ligne de Gretz-Armainvilliers à Sézanne, située sur le territoire de la commune de La Houssaye-en-Brie, au nord de la commune de Marles-en-Brie, dans le département de Seine-et-Marne, en région Île-de-France.
Elle est mise en service en 1861 par la compagnie des chemins de fer de l'Est.
C'est une gare de la Société nationale des chemins de fer français (SNCF), desservie par les trains de la ligne P du Transilien.

## Situation ferroviaire
Établie à 112 mètres d'altitude, la gare de Marles-en-Brie est située au point kilométrique (PK) 49,048 de la ligne de Gretz-Armainvilliers à Sézanne, entre les gares ouvertes de Tournan et de Mortcerf.

## Histoire
En 2023, selon les estimations de la SNCF, la fréquentation annuelle de la gare est de 354 331 voyageurs.

## Service des voyageurs

### Desserte
Marles-en-Brie est desservie par les trains de la ligne P du Transilien (réseau Paris-Est). La gare de Marles-en-Brie est desservie chaque heure par un train en direction de Coulommiers sauf aux heures de pointe où la desserte est de deux trains par heure mais uniquement le soir. En direction de Tournan et de Paris-Est, le matin jusqu'à 9 h, elle est desservie par deux trains par heure puis, le reste de la journée, par un train chaque heure.

### Intermodalité
La gare est desservie par la ligne 02 du réseau de bus Meaux et Ourcq, par les lignes 3110, 3117, 3119, 3133, 3139, 3146 et du TàD 3149 du réseau de bus du Pays Briard. En 2019, la gare de Marles-en-Brie a vu l'ouverture d'un nouveau parc-relais augmentant le nombre stationnements disponibles (passant à 502 places).

Installations et desserte
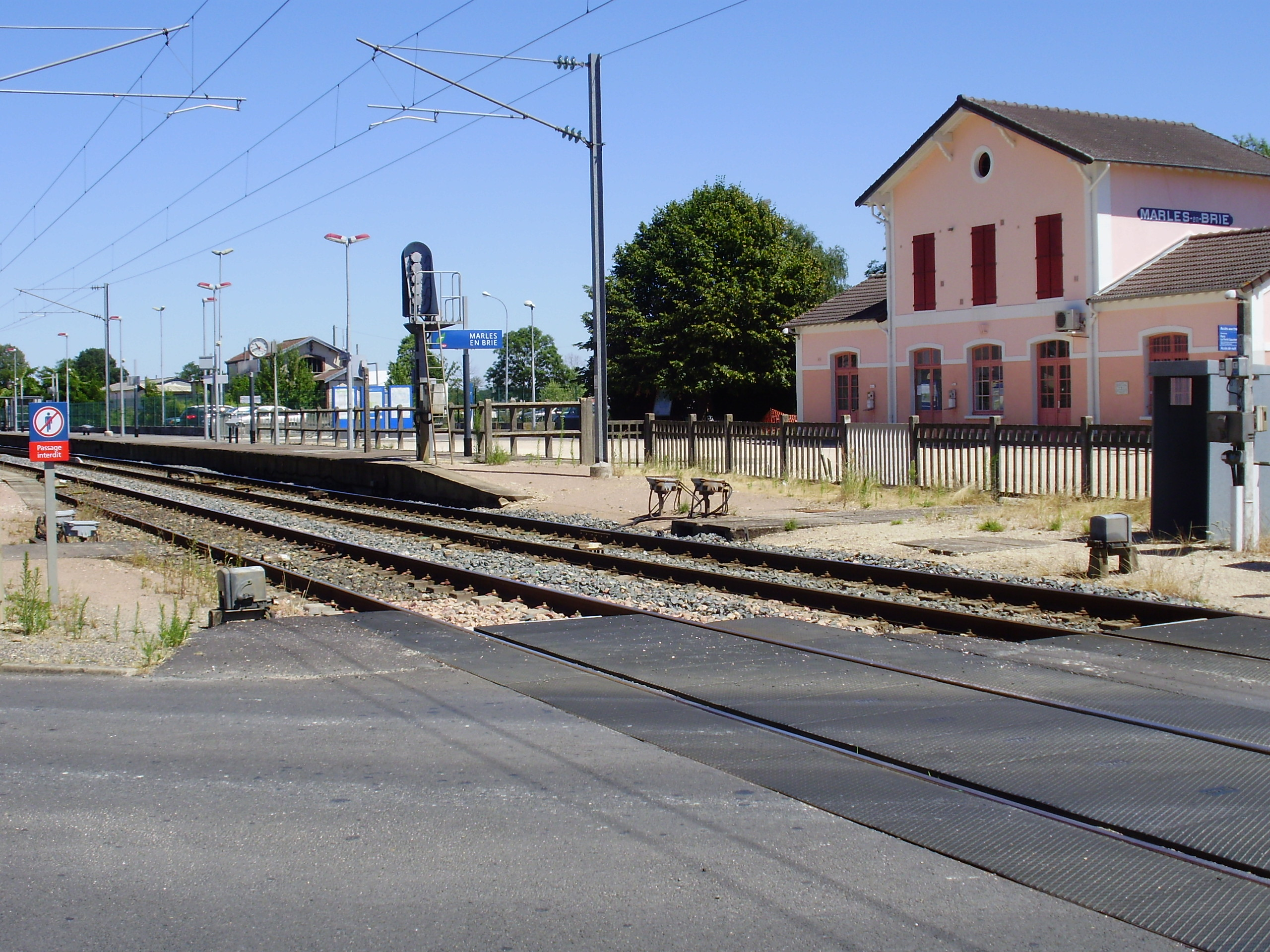
Passage à niveau.
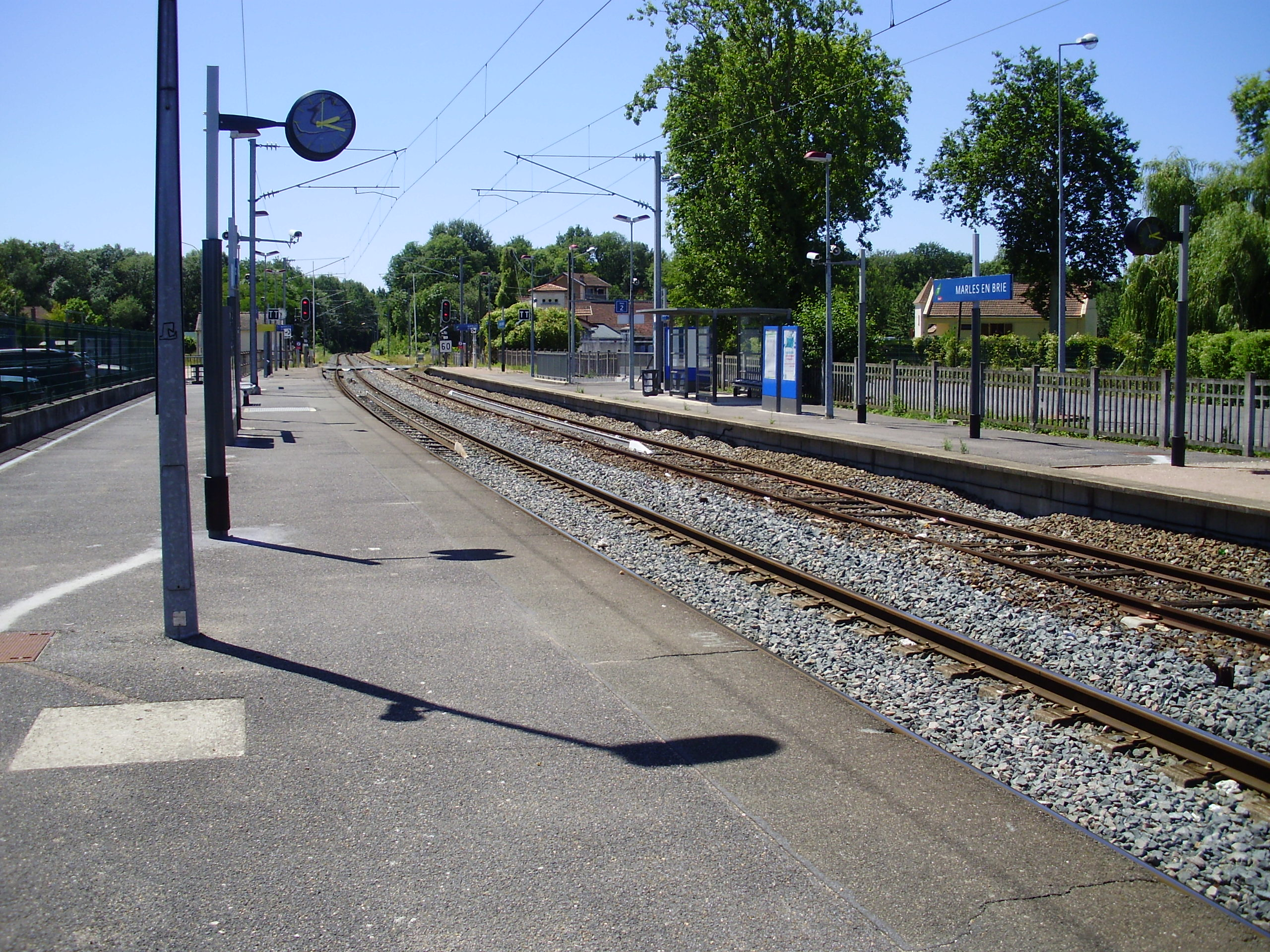
Voies et quais.
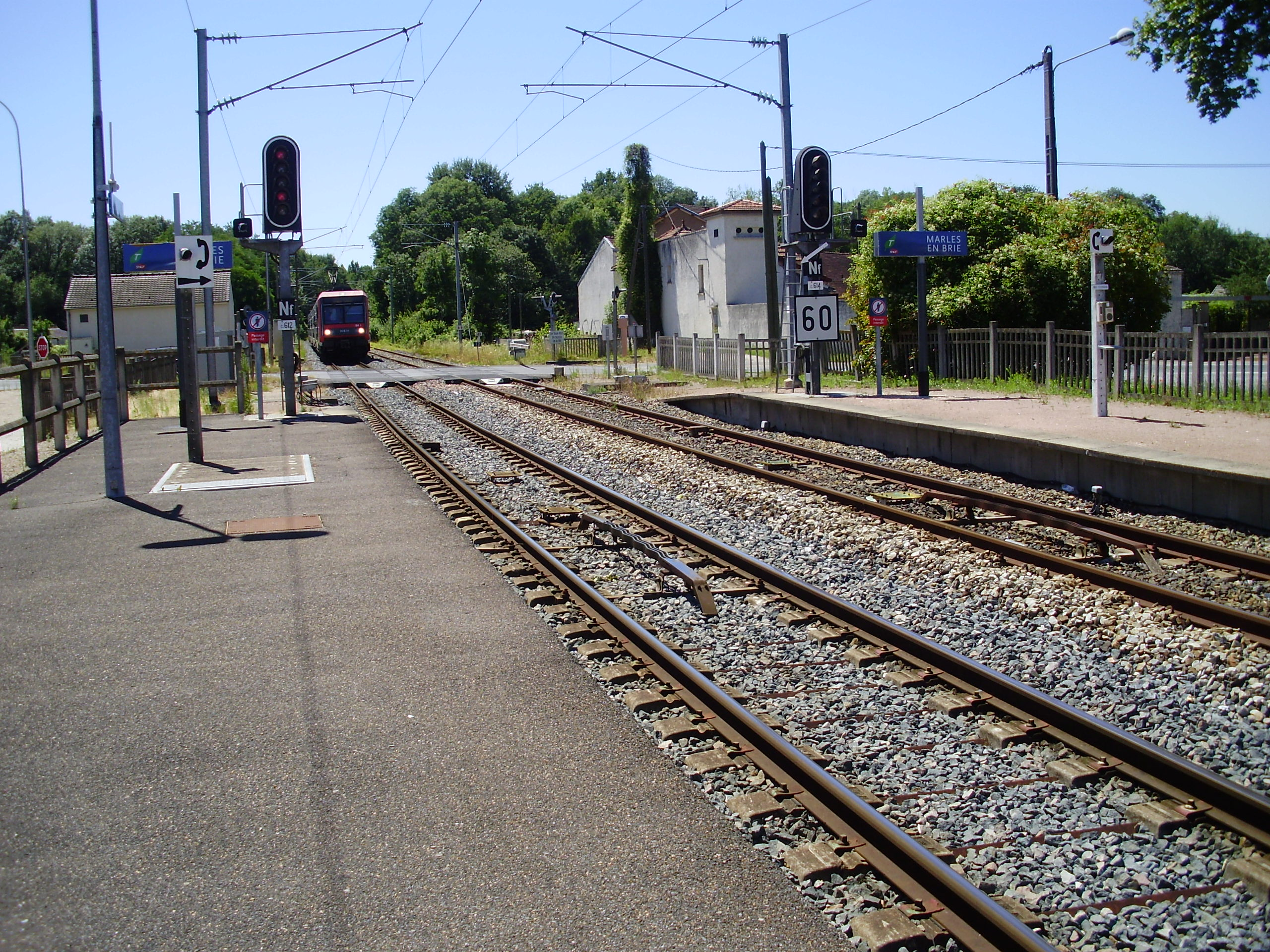
Desserte.